# Clarence Weatherspoon
Clarence Weatherspoon (* 8. September 1970 in Crawford (Mississippi)) ist ein ehemaliger US-amerikanischer Basketballspieler.

## Werdegang
Von 1985 bis 1988 spielte Weatherspoon in Columbus (US-Bundesstaat Mississippi) Basketball an der Motley High School. An der University of Southern Mississippi weilte er von 1988 bis 1992 und wurde in dieser Zeit dreimal als Spieler des Jahres der Metro Conference ausgezeichnet. In der ewigen Bestenliste der Hochschulmannschaft setzte sich Weatherspoon in den Wertungen Rebounds und Blocks an die erste Stelle.
Als Berufsbasketballspieler stand er ausschließlich bei Mannschaften der NBA unter Vertrag. Weatherspoon wurde zwischen 1992 und 2005 in insgesamt 933 Spielen zum Einsatz gebracht. Die weitaus meisten bestritt er für die Philadelphia 76ers. In NBA-Hauptrundenspielen erreichte er während seiner Laufbahn Mittelwerte von 11,5 Punkten und 7,5 Rebounds je Begegnung. Seine Höchstwerte während eines Spieljahres verbuchte Weatherspoon jeweils 1993/94, als ihm für Philadelphia Mittelwerte von 18,4 Punkten und 10,1 Punkten gelangen.

### Nationalmannschaft
Weatherspoon nahm 1990 mit der Auswahl seines Heimatlandes an den Goodwill Games teil und gewann Silber, 1991 holte er mit der US-Mannschaft bei den Panamerikanischen Spielen die Bronzemedaille.

## Trainer
2016 wurde Weatherspoon Assistenztrainer an der University of Southern Mississippi und übte die Tätigkeit bis 2022 aus. Gleichzeitig war er ehrenamtlicher Assistenztrainer an der Ridgeland High School. Von 2022 bis 2024 war er dann ebenfalls als Assistenztrainer am Jones College tätig. 2024 trat er das Amt des Cheftrainers am Meridian Community College (ebenfalls in Mississippi) an. Außerhalb des Basketballsports leitete er die Geschicke einer Künstleragentur.